# Jocelyn Jones
Pour les articles homonymes, voir Jones.
Jocelyn Jones, née le 24 février 1950 à New York est une actrice américaine.

## Biographie
Jocelyn Jones est la fille de l'acteur Henry Jones. Elle a débuté dès ses onze ans dans Les Accusés. Après ses propres expériences comme actrice, elle enseigne le métier d'acteur pendant 15 ans à la Beverly House Playhouse. Sa compagnie de production, Mind's Eye Pictures, se consacre à produire les films de ses scénarios, qu'elle co-écrit avec son époux, Miles Watkins.

## Filmographie
Sauf indication contraire, les informations mentionnées dans cette section peuvent être confirmées par la base de données cinématographiques IMDb,  présente dans la section « Liens externes ».

### Télévision
- 1974 : Docteur Marcus Welby, série télévisée, épisode 5.17,  Each Day a Miracle : étudiante
- 1974 : The Stranger Who Looks Like Me téléfilm de Larry Peerce : fille adoptée
- 1974 : Hec Ramsey, série télévisée, épisode 2.5, Only Birds and Fools : Elizabeth Harris
- 1974 : Cannon, série télévisée, épisode 4.11 The Sounds of Silence
- 1980 : Fun and Games, téléfilm de Paul Bogart : Nan
- 1987 : Cagney et Lacey, série télévisée, épisode 6.18 Right to Remain Silent : femme
- 1996 : Le Crime du siècle (Crime of the Century) de Mark Rydell : femme qui crie dans la foule

### Cinéma
- 1975 : Un jour, une vie (The Other Side of the Mountain) de Larry Peerce : Linda Meyers
- 1976 : Dynamite Girls (The Great Texas Dynamite Chase) de Michael Pressman : Ellie-Jo Turner
- 1976 : L'inspecteur ne renonce jamais (The Enforcer) de James Fargo : Miki
- 1979 : Le Piège (Tourist Trap) de David Schmoeller : Molly
- 1989 : Nowhere to Run de Carl Franklin : Mme Tooley
- 2018 : The Second Sun de Jennifer Gelfer : mère
- 2020 : DieRy de Jennifer Gelfer : Rebecca
- 2020 : Madness Inside Me de Matthew Berkowitz : Mila